# Ayşegül Aldinç
Ayşegül Aldinç (Istanboel, 28 september 1957) is een Turkse zangeres.

## Biografie
Ayşegül is vooral bekend vanwege haar deelname aan het Eurovisiesongfestival 1981. Samen met de band Modern Folk Trio bracht ze het nummer Dönme dolap ten gehore. Turkije eindigde op een teleurstellende achttiende plek op twintig deelnemers. Dit zou haar evenwel niet beletten om een succesvolle carrière uit te bouwen in eigen land, zowel als zangeres als als actrice.
1975: Semiha Yankı · 
1978: Nilüfer & Nazar · 
1980: Ajda Pekkan · 
1981: Modern Folk Trio & Ayşegül · 
1982: Neco · 
1983: Çetin Alp & The Short Waves · 
1984: Beş Yıl Önce On Yıl Sonra · 
1985: MFÖ · 
1986: Klips ve Onlar · 
1987: Seyyal Taner & Lokomotif · 
1988: MFÖ · 
1989: Pan · 
1990: Kayahan · 
1991: İzel Çeliköz, Reyhan Karaca & Can Uğurluer · 
1992: Aylin Vatankoş · 
1993: Burak Aydos · 
1995: Arzu Ece · 
1996: Şebnem Paker · 
1997: Şebnem Paker & Grup Etnik · 
1998: Tüzmen · 
1999: Tuba Önal & Grup Mistik · 
2000: Pınar Ayhan & Grup SOS · 
2001: Sedat Yüce · 
2002: Buket Bengisu & Grup Safir · 
2003: Sertab Erener · 
2004: Athena · 
2005: Gülseren · 
2006: Sibel Tüzün · 
2007: Kenan Doğulu · 
2008: Mor ve Ötesi · 
2009: Hadise · 
2010: MaNga · 
2011: Yüksek Sadakat · 
2012: Can Bonomo
- Gemeinsame Normdatei: 1031355359
- International Standard Name Identifier: 0000 0000 7599 2711
- Library of Congress Control Number: no2010011779
- MusicBrainz: dc8c5896-3ddc-48cb-a37a-7bab808dba0e
- Virtual International Authority File: 308696862
- WorldCat: E39PBJw4yWCYGyr4KkFtQHtVG3